# Legend of the Mountain
Pour plus de détails, voir Fiche technique et Distribution.
Legend of the Mountain (山中传奇, Shan-chung ch'uan-ch'i) est un film taïwanais réalisé par King Hu, sorti en 1979.

## Synopsis
Ho, un lettré ayant échoué aux examens, est chargé de recopier des sutras bouddhistes dont on dit qu'ils exercent un pouvoir sur les créatures de l’au-delà. Il se rend dans une forteresse abandonnée pour s'acquitter de sa tâche. Il rencontre des individus étranges, dont M. Tsui, le vieux Chang, Yue Niang, madame Wang et une flûtiste.

## Fiche technique
- Titre : Legend of the Mountain
- Titre original : Shan-chung ch'uan-ch'i
- Réalisation : King Hu
- Scénario : Chung Ling
- Pays d'origine : Taïwan
- Format : Couleurs - 2,35:1 - Mono - 35 mm
- Genre : Fantastique, action,
- Durée : 184 minutes (192 min en version restaurée)
- Date de sortie : 1979

## Distribution
- Shih Chun : M. Ho
- Hsu Feng : Yue Niang, une jeune fille
- Sylvia Chang : Yi Yun, une jeune fille
- Tung Lin : M. Tsui
- Wu Ming-tsai : le lama
- Rainbow Hsu : Madame Wang, mère de Yue Niang
- Tien Feng : le vieux Chang, un serviteur muet
- Chen Hui-lou : le révérend
- Wu Jiaxiang : l'homme portant du bois
- Sun Yueh :